# Graffenrieda rufa
Graffenrieda rufa är en tvåhjärtbladig växtart som beskrevs av John Julius Wurdack. Graffenrieda rufa ingår i släktet Graffenrieda och familjen Melastomataceae. Inga underarter finns listade i Catalogue of Life.